# Meru, Kenya
Meru este un oraș din Kenya.